# Polimeraza DNA
Polimeraza DNA – enzym katalizujący syntezę DNA w czasie replikacji lub naprawy DNA. Synteza ta polega na polimeryzacji deoksyrybonukleotydów przez wytwarzanie wiązań fosfodiestrowych między nimi. Substratami do tej reakcji są nukleotydy trójfosforanowe, a jej produktem ubocznym jest pirofosforan, złożony z dwóch reszt fosforanowych. Dlatego składnikami DNA są nukleotydy jednofosforanowe (monofosforanowe). Większość polimeraz DNA wymaga matrycy, w formie jednoniciowego DNA lub RNA, z krótkim obszarem dwuniciowym. Odcinek dwuniciowy powstaje przez przyłączenie się do jednoniciowej matrycy krótkiego komplementarnego do matrycy odcinka DNA lub RNA, zwanego starterem (zwykle ma długość od kilku do ok. 20 nukleotydów).
Działanie typowej polimerazy DNA polega właściwie na wydłużaniu startera przez dobudowywanie nukleotydów komplementarnych do matrycy na końcu 3′ startera, a następnie dobudowywaniu kolejnych nukleotydów. Wszystkie polimerazy DNA zgodnie z nazwą jako produktu dostarczają DNA, natomiast jako matrycę mogą wykorzystywać DNA lub (na ogół z dużo mniejszą wydajnością) RNA. Wyjątkowo, odwrotne transkryptazy są przedstawicielami polimeraz DNA, które bardzo wydajnie „przepisują” RNA na DNA (w procesie nazywanym odwrotną transkrypcją, w wyniku czego powstaje cDNA). Wyjątkowo też, terminalna deoksyrybonukleotydylotransferaza nie wymaga żadnej matrycy, bo dobudowuje dowolne dostępne nukleotydy na końcu łańcucha DNA (p. niżej).
Reakcja dobudowywania nukleotydów przez polimerazy DNA jest odwracalna i przy dużym nadmiarze pirofosforanu enzymy te mogłyby odrywać zamiast przyłączać deoksyrybonukleotydy. Wiele polimeraz potrafi nawet przy fizjologicznych stężeniach pirofosforanu usunąć nowo przyłączony nukleotyd, jeśli nie w pełni pasuje on do matrycy. Jest to tzw. aktywność egzonukleazy 3' → 5', czyli aktywność korektorska. Znacznie rzadziej polimerazy DNA mają też zdolność systematycznego odrywania pojedynczych nukleotydów na końcu 5' łańcucha DNA (aktywność egzonukleazy 5' → 3'; dzięki tej zdolności, bakteryjna polimeraza I usuwa startery i wypełnia pozostałe po nich luki w końcowej fazie replikacji).
Jeśli polimeraza DNA nie wykazuje aktywności korekcyjnej, to może do pewnego stopnia zadziałać jak terminalna deoksyrybonukleotydylotransferaza (TDT-aza), wbudowując do nowo tworzonej nici, na jej końcu 3', jeden dodatkowy nukleotyd, niezakodowany w nici matrycowej. Najczęściej tym dodatkowym nukleotydem jest deoksyadenozynomonofosforan (dAMP). TDT-aza różni się jednak od typowych polimeraz DNA tym, że potrafi wydłużyć nić DNA nie tylko o jeden, lecz nawet kilkaset nukleotydów niezakodowanych w żadnej cząsteczce matrycowej.

## Polimerazy DNA bakteryjne

### Polimeraza DNA I
Enzym monomeryczny (zbudowany z pojedynczego łańcucha polipeptydowego), masa cząsteczkowa ok. 109 kDa, odkryty przez Arthura Kornberga, czasami więc nazywany enzymem Kornberga.
Ma trzy aktywności enzymatyczne, co jest nietypowe dla monomeru:
- polimerazowa,
- egzonukleazowa 3' → 5' weryfikuje poprawność wbudowanych nukleotydów i jeśli trzeba wycina je,
- egzonukleazowa 5' → 3' – jak rybonukleaza wycina startery RNA i syntetyzuje w to miejsce DNA. Wycina także dimery pirydynowe.

Jednorazowo polimeraza DNA I syntetyzuje do 20 wiązań fosfodiestrowych. Syntezuje około 10 wiązań na sekundę, czyli mniej więcej 100 razy wolniej od polimerazy DNA III. Występuje w liczbie około 400 cząsteczek na jedną komórkę.
Aktywność egzonukleazy 5' → 3' daje się stosunkowo łatwo oddzielić od pozostałych funkcji enzymu (każdą z nich katalizuje inny odcinek polipeptydowego łańcucha). Białko pozbawione aktywności 5' → 3' egzonukleazy nazywamy fragmentem Klenowa.

### Polimeraza DNA II
Enzym monomeryczny, masa około 90 kDa, posiadający dwie aktywności:
- polimerazowa
- egzonukleazowa 3' → 5'.

Jest głównie zaangażowana w sprawdzanie poprawności replikacji i w naprawę DNA.

### Polimeraza DNA III
Enzym heteromultimeryczny (złożony z kilku niejednakowych łańcuchów polipeptydowych), masa ok. 900 kDa, będący głównym inicjatorem replikacji DNA. Syntetyzuje z prędkością ok. 1000 wiązań na sekundę główną masę nowo powstałej, komplementarnej do matrycowej nici DNA.
W odróżnieniu od polimerazy DNA I działa w sposób ciągły, to znaczy oddysocjowuje od matrycy dopiero po zakończeniu replikacji. Łączy się tylko z jednoniciowym DNA, do którego przyłączony jest starter, wytwarzany przez enzym prymazę, wchodzący w skład prymosomu. Przyłączając się do prymosomu, polimeraza III przekształca go w replisom.
Aktywności enzymatyczne:
- polimerazowa
- egzonukleazowa 3' → 5'.

Występuje w liczbie 10–20 cząsteczek na jedną komórkę.

## Polimerazy DNA eukariota

### Polimerazy DNA zależne od DNA

#### Polimerazy obecne w jądrze komórki

##### Polimeraza DNA α (alfa)
Enzym zwany inaczej wysokocząsteczkową polimerazą
Wchodzi w skład kompleksu enzymatycznego wraz z polimerazami: δ i ε.
Z polimerazą δ odpowiada za syntezę głównej masy DNA. Jest jedną z głównych polimeraz aktywnych w trakcie fazy S cyklu komórkowego. Syntetyzuje nić opóźnioną i jest przyrównywana do bakteryjnej polimerazy DNA I. Prawdopodobnie nie wykazuje korekcyjnych właściwości nukleazowych.

##### Polimeraza DNA β (beta)
Enzym zajmujący się (wraz z polimerazą ε) naprawą uszkodzeń DNA. W związku z tym jej aktywność przejawia się, jeśli wystąpi konieczność naprawy uszkodzeń tj. głównie poza fazą S cyklu komórkowego, kiedy to jest najaktywniejszą z polimeraz.
Usuwa dimery tyminowe leżące na tej samej nici, które jak wiadomo uniemożliwiają replikację.
Patologia
Uwarunkowana genetycznie obniżona aktywność tego enzymu występuje w przypadku skóry pergaminowej. U osób dotkniętych tym schorzeniem dimery tymidynowe powstające w skórze pod wpływem promieniowania UV nie są usuwane. W efekcie dochodzi do wieloogniskowych nowotworów skóry w miejscach, które są narażone na działanie słońca. Osoby te umierają stosunkowo młodo.

##### Polimeraza DNA δ (delta)

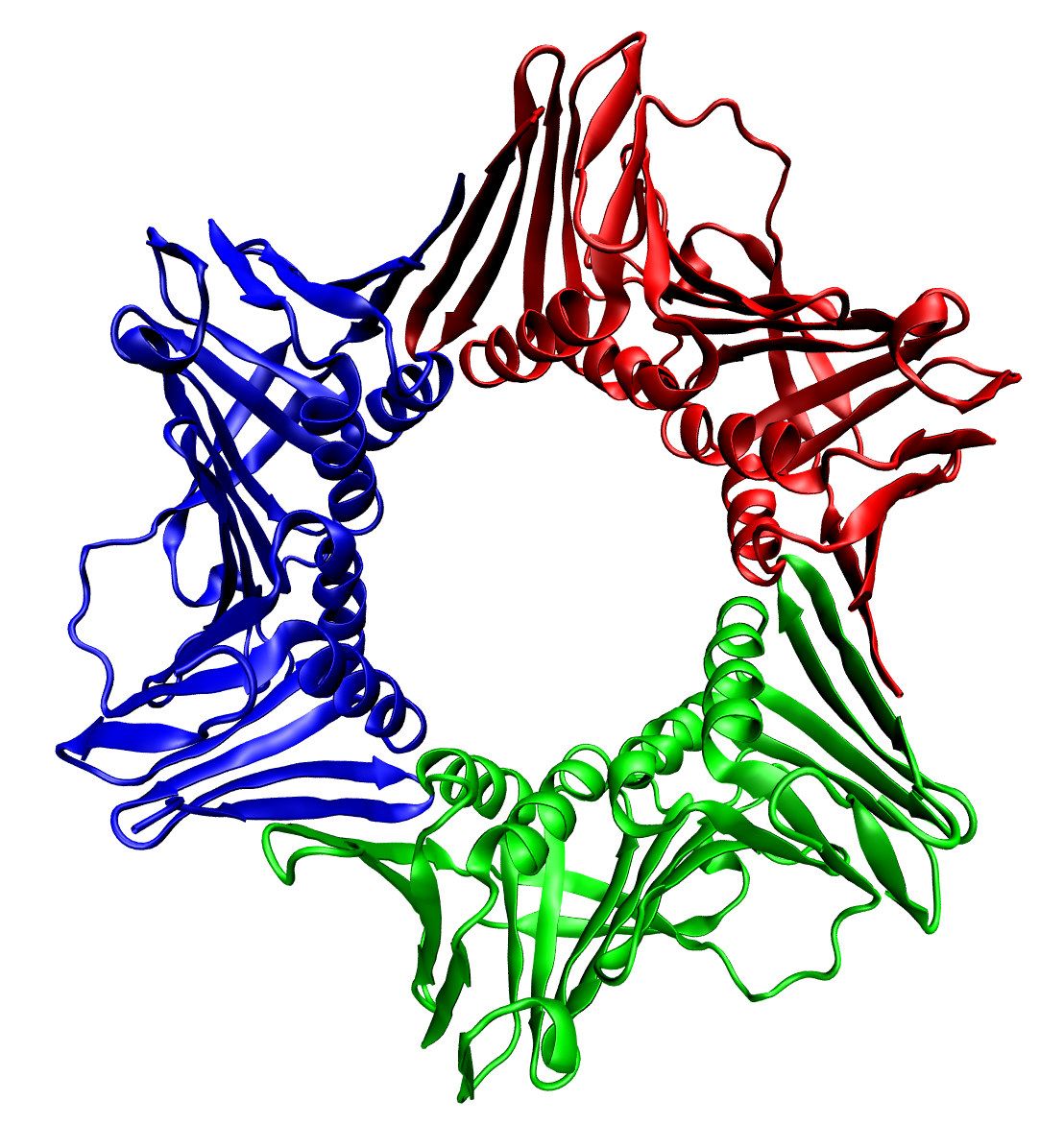
Trimer antygenu jądrowego proliferującej komórki (ang. Proliferating Cell Nuclear Antigen – PCNA) jest ślizgającym się zaciskiem DNA i jako białko pomocnicze polimerazy δ zwiększają jej wydajność ok. 1000 razy zapobiegając oddzieleniu polimerazy od DNA.

Odpowiada za procesywną syntezę nici wiodącej, wspólnie z polimerazą α odgrywa główną rolę w replikacji. Analogiczna do bakteryjnej polimerazy III. Ma aktywność egzonukleazy 3' → 5'.

##### Polimeraza DNA ε (epsilon)
Enzym działający wraz z polimerazami α i δ, zajmujący się podobnie jak polimeraza DNA δ syntezą nici wiodącej. Odpowiada za sprawdzanie poprawności syntezy DNA i naprawę DNA. Ma aktywność egzonukleazy 3' → 5'.

#### Polimerazy obecne wmitochondrium
Polimeraza DNA γ (gamma)
Enzym zajmujący się syntezą mitochondrialnego, pozajądrowego materiału genetycznego. Jego działanie, jak i replikacja DNA mitochondrialnego (mtDNA) są odmienne od działania pozostałych polimeraz DNA.
Jest aktywna cały czas, ponieważ synteza mitochondrialnego DNA zachodzi stale. Ma aktywność egzonukleazy 3' → 5'.

#### Zestawienie porównawcze funkcji polimeraz prokariotycznych i eukariotycznych[1]
| E. coli | Ssaki | Funkcja                                           |
| ------- | ----- | ------------------------------------------------- |
| I       | α     | uzupełnianie przerw i synteza nici opóźnionej     |
| II      | ε     | sprawdzanie poprawności syntezy DNA i naprawa DNA |
|         | β     | naprawa DNA                                       |
|         | γ     | synteza mitochondrialnego DNA                     |
| III     | δ     | procesywne, synteza nici wiodącej                 |

### Polimerazy DNA zależne od RNA
Odwrotna transkryptaza występuje w genomie RNA-wirusów, ale aktywność przejawia tylko w organizmie gospodarza; może być też kodowana przez retrotranspozony.
Telomeraza – polimeraza syntetyzująca telomery (końce chromosomów).

### Polimerazy DNA niezależne od matrycy
Terminalna deoksyrybonukleotydylotransferaza (TDT-aza) produkowana jest przez limfoblasty objęte nowotworem szczególnie w ostrej białaczce limfoblastycznej. Wbudowuje nukleotydy do nowo tworzonej nici DNA na chybił trafił. Jej aktywność pozwala monitorować białaczkę: w prawidłowych komórkach nie występuje.